# ENV (motociclo)
L'ENV (sigla di Emission Neutral Vehicle) era un prototipo di motocicletta dotata di motore a idrogeno. È stato sviluppato dalla Intelligent Energy, una società inglese che l'ha presentato al pubblico nel 2007.

## Caratteristiche
Il veicolo e il centro della cella a combustibile pesavano rispettivamente circa 80 e 20 kg. Usava una cella PEM per generare circa 8 hp o 6 kW. Discovery Channel aveva indicato che poteva raggiungere approssimativamente 80 km/h, e con un pieno si poteva guidare ininterrottamente per circa 4 ore e percorrere una distanza di 160 chilometri.
La moto era un prototipo di cui era stata dichiarata una possibile vendita a circa 6000 $ ma di cui si sono perse le tracce.